# سیارک ۵۹۹۳
سیارک ۵۹۹۳ (به انگلیسی: 5993 Tammydickinson، نامگذاری:1981EU22) پنج هزار و نهصد و نود و سومین سیارک کشف شده‌است که در ۲ مارس ۱۹۸۱ کشف شد.
قدر مطلق سیارک برابر ۲۱.۴ است.